# Labicria barbata
Labicria barbata är en insektsart som beskrevs av Günther Enderlein 1918. Labicria barbata ingår i släktet Labicria och familjen rundbladloppor. Inga underarter finns listade i Catalogue of Life.